# Кръстина Таскова
Кръстина Николова Таскова е депутат от ПП Воля в XLIV народно събрание. Зам.-председател на ПП „Воля“. Представлява 27-и Старозагорски избирателен район.
Член е на Комисията по бюджет и финанси и на Комисията по земеделието и храните.
По професия е икономист, омъжена е, има две деца. Преди да влезе в политиката има успешна бизнес кариера.